# هفت سی و هفت
هفت سی و هفت (انگلیسی: Seven Thirty-Seven) قسمت اول فصل دوم سریال درام تلویزیونی آمریکایی بریکینگ بد و به‌طور کلی قسمت هشتم است. این فیلم توسط جی رابرتز نوشته شده و بازیگر سریال برایان کرانستون کارگردانی آن را بر عهده داشته‌است.

## داستان
در یک حرکت سریع، یک خرس عروسکی صورتی سوخته در حوضچه ای از آب شناور است.
در حال حاضر، پس از خرید مت از والتر وایت و جسی پینکمن، توکو سالامانکا ، سلطان مواد مخدر ، پس از صحبت با والت به جای توکو، به طرز وحشیانه ای به ستوانش، نو دوز، حمله می‌کند. پس از خروج توکو، والت مقدار پولی را که برای خانواده اش نیاز دارد محاسبه می‌کند و به این نتیجه می‌رسد که این رقم ۷۳۷۰۰۰ دلار است. توکو ناگهان برمی‌گردد و از والت می‌خواهد که یک No-Doze را نجات دهد. والتر CPR را برای او انجام می‌دهد بی فایده. توکو به گونزو، مرد دیگر کارمندش، می‌گوید که جسد نودوز را پنهان کند و گونزو علیرغم اینکه به توکو می‌گوید باید یک دفن مسیحی را دریافت کند، موافقت می‌کند.
والت از جسی جدا می‌شود و به خانه می‌رود. اسکایلر وایت او را می‌بیند که پشت تلویزیون ایستاده‌است و متعاقباً خودش را به او وادار می‌کند. پس از اینکه والت او را وادار به توقف کرد، والت کنار استخر می‌نشیند و بعداً توسط والتر جونیور پیدا می‌شود. روز بعد، او به والت می‌گوید که معتقد است توکو تهدیدی برای آنها است و باید از او مراقبت شود. والت اشاره می‌کند که تیراندازی به او پایان بدی خواهد داشت و این زوج مأیوس به نظر می‌رسند. در جای دیگر، اسکایلر از پاسخ دادن به تماس‌های تلفنی خواهرش ماری شریدر امتناع می‌کند. ماری و همسرش هنک در مورد اینکه آیا او سعی کرده برای یک شام با اسکایلر برنامه‌ریزی کند یا نه بحث می‌کنند که با قرار ملاقات دیگری که او برای درمان دارد در تضاد باشد و نشان می‌دهد که ماری با اکراه به درمان برای مشکلات نامشخص می‌رود.
در دفتر صحرایی DEA، شریک هنک ، استیون گومز، فیلمی از سرقت متیل آمین والت و جسی را به او نشان می‌دهد.  هنک توانایی آنها را به عنوان دزد رد می‌کند، اما از این واقعیت که جفت ناشناس متیلامین را دزدیده و از ترمیت برای ورود به انبار استفاده کرده‌اند، کنجکاو شده‌است. گومز حدس می‌زند که آنها ممکن است دانش‌آموزان شیمی در سن کالج باشند، و هنک معتقد است که این دو با مشکلاتی از جانب کارتل‌های مواد مخدر برای ایجاد اختلال در تجارت مواد مخدر مواجه خواهند شد. والت وقتی متوجه یک SUV در نزدیکی خانه اش می‌شود نگران می‌شود و شب را به تماشای خیابان می‌گذراند. جسی والت را تشویق می‌کند که یک اسلحه نیز بخرد، به این امید که در صورت تیراندازی، شانس موفقیت خود را دو برابر کند. در عوض، والت پیشنهاد می‌کند که توکو را به روشی مخفیانه تر، با استفاده از ریسین ساخته شده از لوبیا کرچک بکشند. هنک به ملاقات اسکایلر می‌رود و از او می‌خواهد که با ماری آرایش کند. اسکایلر با عصبانیت پاسخ می‌دهد و می‌گوید که وضعیت او از خواهرش بدتر است. هنک و اسکایلر هر دو متوجه می‌شوند که دیگری از دزدی فروشگاه ماری خبر دارد.
والت و جسی ریسین را تولید می‌کنند، به این امید که توکو را فریب دهند تا با قرار دادن آن در زایمان بعدی، خود را مسموم کند. هنگامی که آنها کار خود را تمام می‌کنند، والت یک تماس تلفنی از هنک دریافت می‌کند که در صحنه جنایت است. هنک می‌گوید که در صحبت کردن با اسکایلر اشتباه کرده‌است و والت او را می‌بخشد. مشخص می‌شود که صحنه جنایتی که هنک در حال بررسی آن است، زباله دانی است و گونزو به‌طور تصادفی در تلاشی ناموفق برای جابجایی جسد No-Doze مرده‌است. والت و جسی دچار وحشت می‌شوند زیرا معتقدند توکو گونزو را کشته‌است و والت اصرار می‌کند که جسی شهر را ترک کند.
والت در حالی که از پاسخ دادن به سوالات اسکایلر اجتناب می‌کند به خانه برمی گردد. او یک تماس تلفنی دریافت می‌کند و به بیرون می‌رود، جایی که جسی توسط توکو با اسلحه در ماشینش نگه داشته می‌شود. توکو والت را مجبور می‌کند وارد ماشین شود و دور می‌شود.

## تولید
این قسمت توسط جی رابرتز نوشته شده و برایان کرانستون کارگردانی آن را بر عهده داشته‌است. در ۸ مارس ۲۰۰۹ از شبکه AMC در ایالات متحده و کانادا پخش شد.
عنوان اپیزود به مقدار پولی اشاره دارد که والت معتقد است برای تأمین مخارج خانواده اش به آن نیاز دارد. این اولین قسمت از چندین قسمت از جمله یک فلش فوروارد با یک خرس عروسکی صورتی است که در یک استخر شناور است. عناوین اپیزودها با سکانس‌های فلش فوروارد مشابه، وقتی در کنار هم قرار می‌گیرند، فاجعه Wayfarer 515 را در " ABQ " پیش‌بینی می‌کنند. وقتی با هم بودند "Seven Thirty-Seven Down Over ABQ" را خواندند.

## باخورد و انتقاد
دونا بومن که برای ای. وی. کلاب می‌نویسد، به اپیزود نمره A- داد. او کرانستون را هم به خاطر بازی و هم به خاطر توانایی کارگردانی اش ستود. ست آمیتین، از آی‌جی‌ان، امتیاز ۸٫۷/۱۰ را به قسمت داده‌است.
در سال ۲۰۱۹ رینگر (وبسایت) «هفت سی هفت» را در رتبه ۳۹ از ۶۲ قسمت کل بریکینگ بد قرار داد.